# Чуркин, Александр Александрович (врач)
Алекса́ндр Алекса́ндрович Чу́ркин (4 октября 1946, п. Васильево, Зеленодольский район, Татарская АССР, СССР — 22 октября 2012 г. Москва) — советский и российский психиатр, доктор медицинских наук, профессор, заслуженный деятель науки Российской Федерации.

## Биография
Родился в посёлке Васильево Зеленодольского района Татарской АССР. Родители были педагогами. Мать работала учителем химии и биологии. Отец, Александр Иванович Чуркин, историк, прошел финскую и Великую Отечественную войну.
Ещё во время учёбы в школе, А. А. Чуркин почувствовал интерес к психиатрии, самостоятельно читал литературу, которой с ним делился старший брат — врач. Евгений Александрович Чуркин (1938—1994) — выпускник Казанского государственного медицинского института, обучался в ординатуре в Московском научно-исследовательском институте психиатрии, затем работал в Московской области и Мордовии. Им было организовано первое наркологическое отделение при промышленном предприятии в СССР. На протяжении многих лет руководил отделением острых психосоматических расстройств Московского научно-исследовательского института скорой помощи им. Н. В. Склифосовского. Первым применил для лечения психических расстройств методику гипербарической оксигенации и гемосорбции. Занимался изучением психических расстройств при интоксикациях.
В 1969 году А. А. Чуркин окончил Казанский государственный медицинский институт имени С. В. Курашова. По распределению был направлен в г. Златоуст Челябинской области, где стал работать детским врачом-психоневрологом в психоневрологическом диспансере. Спустя некоторое время был назначен заведующим отделением детской психиатрической больницы в селе Никольское-Гагарино Рузского района Московской области. В этот период жизни женился на Людмиле Васильевне Чуркиной.
В 1974 году назначен главным психиатром Министерства здравоохранения СССР, в должности которого находился более десяти лет. Работая в Минздраве СССР, заочно окончил аспирантуру по психиатрии, защитил кандидатскую, а затем и докторскую диссертацию.
В числе первых командированных бригад в мае 1986 г. принимал активное участие в организации работ по ликвидации последствий аварии на Чернобыльской АЭС, за что впоследствии награждён Орденом мужества.
В декабре 1989 г. возглавил Отдел эпидемиологических и организационных проблем психиатрии Всесоюзного научно-исследовательского института общей и судебной психиатрии имени В. П. Сербского, которым руководил до конца жизни. Внес большой вклад в организацию психиатрической помощи, создал систему мониторинга психических заболеваний в стране. В 1994 г. присвоено звание профессора. За вклад, внесенный в отечественную науку, в 2001 г. присвоено почетное звание Заслуженного деятеля науки РФ.
Создал научную школу в области эпидемиологии психических расстройств. Под его научным руководством защищено 25 кандидатских и 15 докторских диссертаций, он является автором более 370 научных работ, в том числе соавтор 7 руководств, 10 пособий для врачей, 27 методических рекомендаций, 5 патентов на изобретения и 20 монографий по различным аспектам клинической и социальной психиатрии.
Один из основателей (главных редакторов) журнала «Вестник неврологии, психиатрии и нейрохирургии», который издается с 2009 года.
Похоронен на Троекуровском кладбище в городе Москве.

## Награды
- Орден мужества
- Заслуженный деятель науки РФ

## Семья
Женат. Две дочери.

## Основные работы
- Оценка состояния психического здоровья и факторы риска формирования психических расстройств, 2012
- Практическое руководство по применению МКБ-10 в психиатрии и наркологии, 2010
- Руководство по социальной психиатрии, 2009
- Пособие по наркологии для врачей и фельдшеров первичного медицинского звена, 2006
- Очерки социальной психиатрии, 1998
- Социальные аспекты охраны психического здоровья, 1998

## Память
В пгт. Васильево Республики Татарстан, где прошло детство и юность А. А. Чуркина, усилиями его ученика и друга Ф. Ф. Гатина и при поддержке Министра здравоохранения Республики Татарстан и районных властей установлена мемориальная доска и переименована улица в переулок имени Александра Чуркина.